# Aspilota nasica
Aspilota nasica är en stekelart som beskrevs av Sergey A. Belokobylskij. Aspilota nasica ingår i släktet Aspilota och familjen bracksteklar. Inga underarter finns listade.